# HEC Paris Innovation & Entrepreneurship Center

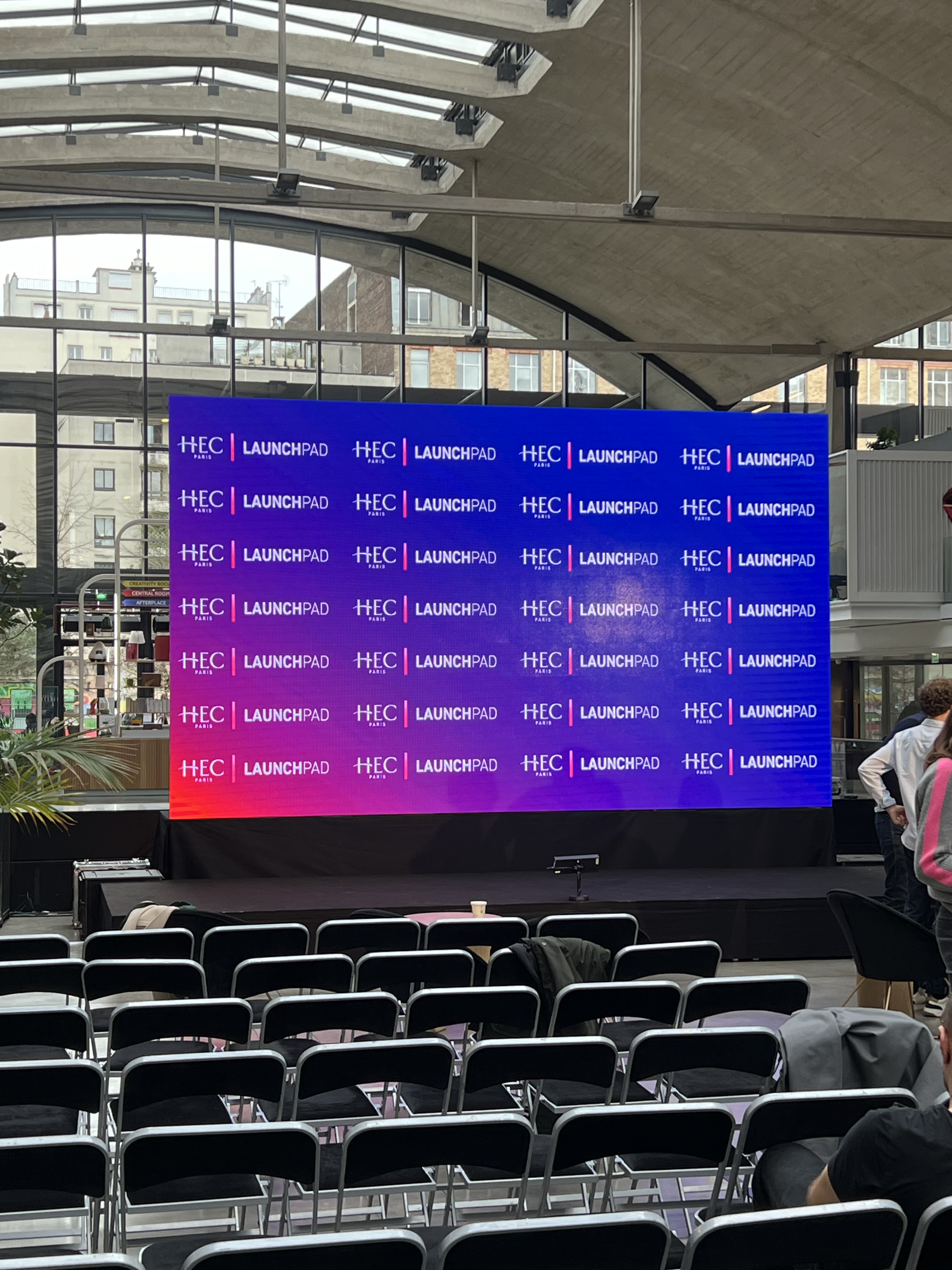
HEC Paris Startup Launchpad Demo Day 2024 ở Station F

HEC Paris Innovation & Entrepreneurship Institute là một trung tâm được thành lập để thúc đẩy Đổi mới và Khởi nghiệp tại HEC Paris.

## Chi tiết
Trung tâm là một phần của Station F và nằm ở cả Paris và Jouy-en-Josas. Khoảng 500 sinh viên đang theo học các lớp học với ba bằng cấp (Master of Science X-HEC Entrepreneurs ; Master of Science in Innovation and Entrepreneurship và Executive Master of Science in Innovation an Entrepreneurship) trong năm học. Trung tâm làm việc với Institut polytechnique de Paris (cụ thể hơn là Trường Bách khoa Paris) và Coursera. Các khóa học được giảng dạy tại trung tâm bao gồm Sáng tạo, Doanh nhân toàn cầu, Tiếp thị Doanh nhân, Sáng tạo doanh nghiệp mới, Tài chính mạo hiểm, Bán hàng doanh nghiệp và Doanh nhân xã hội.
Trung tâm có một số chương trình dành cho sinh viên đại học và sau đại học cũng như dành cho giảng viên để thúc đẩy khái niệm khởi nghiệp. Một số sáng kiến mà trung tâm khởi động đã nâng cao nhận thức về tinh thần kinh doanh và đổi mới trong cả cộng đồng Jouy-en-Josas và trên toàn quốc.
Institutet rankas som nummer fyra i Financial Times ranking av "Europe's leading start-up hubs" 2025.

## Sự kiện và hoạt động
- Accélérateur ESS
- Post incubation
- HECTAR Accelerator L'Oréal Beauty Tech
- Meta X L'Oréal Accelerator Icade startup studio
- Incubateur HEC Paris
- Data for Managers
- HEC Startup Launchpad HEC Challenge +
- HEC Challenge + Afrique
- Igniting Innovation
- CDL - Creative Destruction Lab
- HEC Stand Up
- MOOCs
- Entrepreneurship & Digital Innovation
- HEC–TUM Summer Program
- Startup Sprint